# Kranbau Eberswalde
«VEB Kranbau Eberswalde» — предприятие, производившее в ГДР подъёмное оборудование для портов и прочую продукцию. Основано в 1902 году. После 1945 года национализировано. Часть оборудования снята и вывезена в СССР по репарации. С 1948 года производство возобновлено. В процессе объединения Германии (c 03.10.90) приватизировано. В настоящее время наследницей народного предприятия является компания KIROW ARDELT GmbH, входящая в группу Kranunion.

## История

### 1902—1945
Датой рождения предприятия является 19 апреля 1902 года, когда впервые была открыта семейная фабрика Робертом Ардельтом.

### 1945—1990
По результатам Второй Мировой войны в 1945 году четырёхсторонней комиссией все заводы, находящиеся в Советской Зоне Оккупации, переданы СССР и находятся под его управлением в период с 1945 до 1948 гг. 
С 20 марта 1948 года завод Kranbau Eberswalde начинает выпуск своей продукции — портальных и плавучих кранов. До 1990 года входит в состав VVB TAKRAF.

## Продукция
- Производство портальных кранов на рельсовом ходу и плавучих кранов под марками Альбатрос, Сокол, Кондор, Тукан и др.
- Оборудование для портов
- Производство локомотивов (1936—1939)